# اتوره گاندینی
اتوره گاندینی (انگلیسی: Ettore Gandini؛ زادهٔ ۱ مهٔ ۱۹۶۹) بازیکن فوتبال اهل ایتالیا است.